# Karen Hills

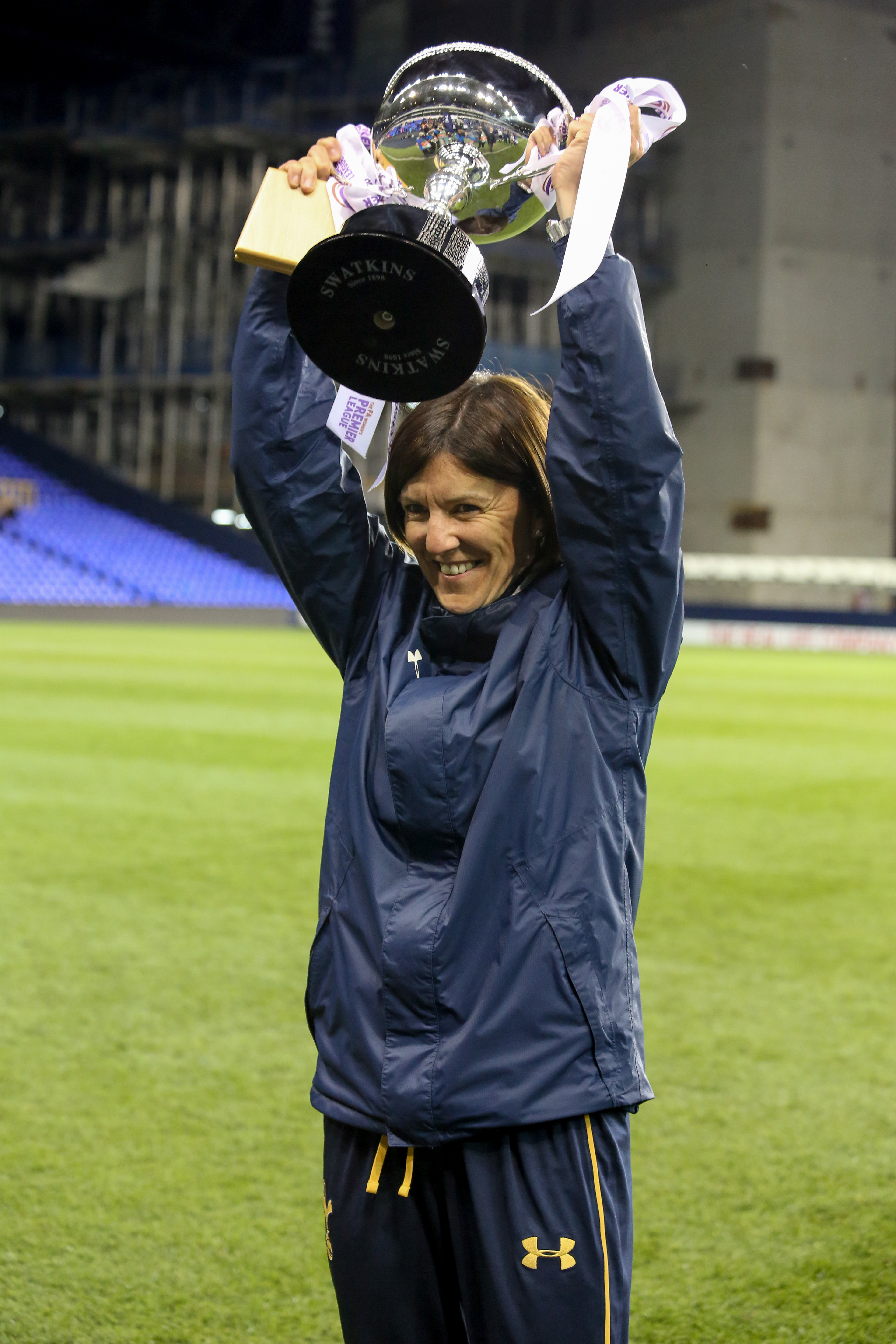
Karen Hills (2017)

Karen Hills (* 5. Mai 1975) ist eine ehemalige englische Fußballspielerin.
Die Abwehrspielerin spielte bis 2001 für Wembley Mill Hill, wobei sie ab Februar 2000 nach einem positiven Dopingtest für sechs Monate pausieren musste. Nach ihrer Zeit bei Mill Hill wechselte Hills zu Charlton Athletic. Mit dem Club erreichte sie 2003 das Finale des FA Women’s Cup, das 0:3 gegen den FC Fulham verloren ging, wobei Hills ein Eigentor verschuldete. Ein Jahr später erreichte Charlton erneut das Endspiel, das der Verein wieder mit 0:3 verlor, diesmal gegen den Arsenal LFC. Im selben Jahr konnte jedoch der FA Women’s Premier League Cup durch ein 1:0 gegen Fulham gewonnen werden. 2005 zog Charlton zum dritten Mal in Folge in das Finale des FA Women’s Cup ein und konnte den Titel durch ein 1:0 gegen den Everton LFC gewinnen. 2007 erreichte Hills mit Charlton zum vierten Mal das Endspiel des FA Women’s Cup, das Arsenal mit 4:1 gewann.
Nach dem Ende ihrer Spielerkarriere wurde Hills 2009 Trainerin bei Tottenham Hotspur.